# Actress (Band)
Actress war eine deutsche Hardcore-Punk-Band aus Wiesbaden, die 2005 gegründet wurde.

## Bandgeschichte
Actress wurde zunächst unter dem Bandnamen The Porn Industry gegründet.
In ihrer aktiven Zeit betourten sie größte Teile Deutschlands und der Benelux-Staaten sowie im Jahr 2009 Island. Die Band veröffentlichte zwei EPs und zwei Split-EPs. Nach ihrem letzten Auftritt am 16. Januar 2010 im Schlachthof Wiesbaden veröffentlichte die Band schließlich die Discographie-LP Glacier, die eine Zusammenstellung aller veröffentlichten Songs beinhaltet.
Einige Mitglieder der Band machten anschließend als Radare weiter, deren Musik jedoch mehr in die Sludge-Richtung geht.

## Stil
Während die ersten Kompositionen noch deutlich dem Metalcore zuzuordnen waren und an Bands, wie z. B. Poison the Well erinnerten, änderte die Band ihre musikalische Ausrichtung hin zum Mathcore und Grindcore, teilweise auch mit Elementen des Powerviolence. Beeinflusst wurde ihr Stil von Bands wie Botch, Converge und Ed Gein. Die Minimalbesetzung aus Gitarre, Bass und Schlagzeug wurde trotz diverser Formationswechsel immer beibehalten.
In ihren Texten bezog sich die Band oft auf die Zwischenzustände von Traum und Wirklichkeit, die in Filmen wie Mulholland Drive, The Machinist oder Oldboy behandelt werden, sowie auf die Auswirkungen von Schlaflosigkeit und Amnesie.

## Diskografie
- 2005: Demo (Eigenveröffentlichung)
- 2006: The Sea (CDEP, Eigenveröffentlichung)
- 2008: Actress / Rollergirls Tour Split (3″ CDEP, Eigenveröffentlichung)
- 2009: Compiled Trash (CDEP, Eigenveröffentlichung)
- 2009: Actress / Celestine Split (7″, Sound Devastation Records)
- 2010: Glacier (12″, Shark Men Records, i.corrupt.records, Still Leben Records)